# کفشگران
کفشگران، روستایی از توابع شهرستان بروجرد در استان لرستان ایران است. این روستا که در لری به آن کِوش که‌رو گفته می‌شود، در بخش اشترینان قرار دارد. این روستا یکی از روستاهای دهستان گودرزی است.
در این روستا کشاورزی و دامداری بسیار رونق دارد. 
این روستا شامل تیره هایی از طوایف امیر، بیمی وممیونداست.

## جمعیت
براساس سرشماری مرکز آمار ایران در سال ۱۳۸۵، جمعیت آن ۱٬۴۳۴ نفر (۳۵۶خانوار) بوده‌است.